# Text (språk)
En text är en skriven eller muntlig utsaga som i sin kontext är meningsfull och där de språkliga enheterna har ett inbördes sammanhang. Exempel på skrivna texter är romaner, tidningsartiklar och kontaktannonser. Exempel på muntliga texter är tal och alla sorters samtal.
Texter studeras i en mängd olika vetenskaper. Exempelvis:
- Lingvistik
- Stilistik
- Litteraturvetenskap
- Datavetenskap
- Filologi